# Благовещенский собор (Супрасль)
Благовещенский собор Супрасльского Благовещенского монастыря — православный храм в Супрасле (Польша), памятник оборонно-культовой архитектуры Великого княжества Литовского. Входит в комплекс строений православного Супрасльского Благовещенского монастыря, одного из шести в Польше. Супрасльский Благовещенский монастырь был одним из главных интеллектуальных центров Великого Княжества Литовского наряду с Киевско-Печерской Лаврой и Вильной.

## История
Монастырь основан маршалком господарским А. Ходкевичем в 1505—1510 годах. Церковь освящена в 1511 году. В 1557 году её интерьер был отделан фресками.
В первой половине XVII века Благовещенская церковь передана униатской церкви. В 1771 году верхние части башен и интерьер церкви переделаны в стиле рококо. Богатые лепные и живописные декорации закрыли фрески в апсиде, стены и колонны закрыты деревянными панелями.
В 1852—1859 годах фрески, ипорченные влагой, были закрашены побелкой. В 1887 году при снятии побелки сухим способом часть фресок была утрачена.
В начале XX века в церкви сохранялся крест с частицей древесины Животворящего Креста 1500—1510 годов, дарохранительница, сделанная в виде Супрасльской церкви, дар Ходкевича — потир серебряный с позолотой, с его гербом. Так же сохранялось множество других ценностей: потиров, дискосов, окладов книг и образов, отделанных гравировкой, эмалью, чернением, чеканкой.
В 1910 году открыты фрагменты росписей на северной и южной стенах, которые были скрыты в XVIII веке под деревянными панелями, при этом они были в очередной раз испорчены.
В 1915 году в связи с Первой мировой войной был издан указ об эвакуации жителей города Супрасля вглубь России. Уезжая из Благовещенского монастыря, монахи забрали с собой Супрасльскую икону и некоторое количество церковной утвари.
После провозглашения независимого Польского государства территория монастыря не была передана церкви. В 1919 году Благовещенская церковь была заперта и опечатана, а монастырь перешёл в распоряжение государственного казначейства.

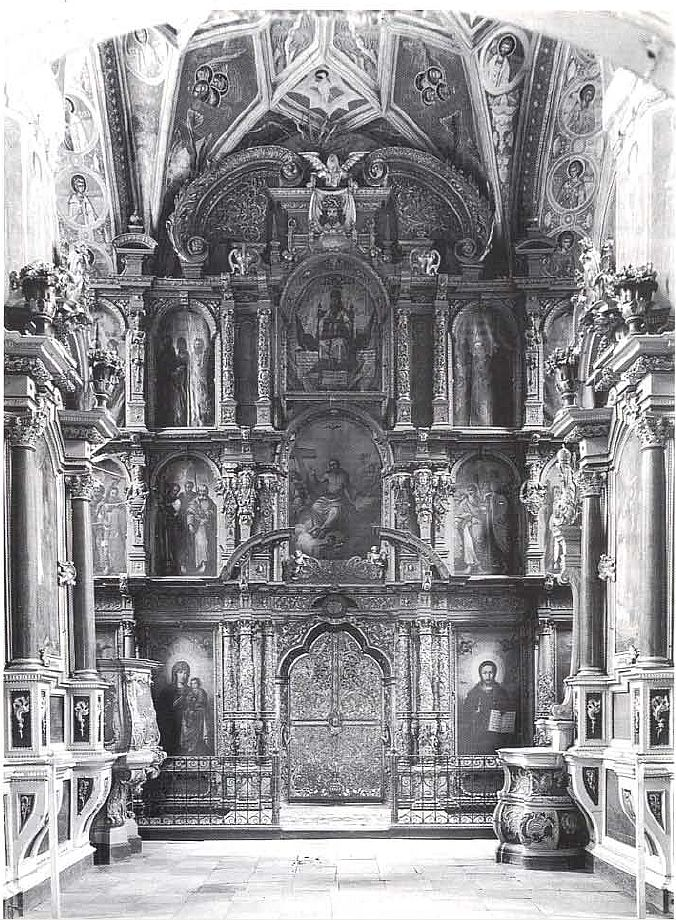
Прежний иконостас церкви

В 1939 году монастырь оказывается на территории СССР. В Благовещенской церкви были созданы мастерские и кузница. В октябре 1939 года в монастыре был расквартирован 4-й мотоциклетный полк 10-й армии РККА. В Благовещенской церкви командованием полка был оборудован спортивный зал. 28 июля 1944 года во время отступления немецких войск Благовещенский собор был взорван. После окончания войны православные монахи были выгнаны из монастыря, в котором обосновалась школа.
Остатки фресок были сняты с колонн польскими реставраторами под руководством Владислава Пашковского в 1945—1946 годах.
В 1964—1966 годах монастырь был отреставрирован. Правительство Белоруссии в начале 1990-х выделило на святыню 200 тысяч штук кирпича и 500 м³ гранита.
Возрождение Супрасльского монастыря пришлось на годы деятельности архиепископа Белостокско-Гданьской епархии Саввы. В 1982 году в Супрасль прибыл монах Мирон (Ходаковский), монашеская жизнь возобновлена в 1984 году. В 1984 году было принято решение о восстановлении взорванного Благовещенского собора — и 4 июня архиепископ Савва заложил первый камень в основание собора.

## Архитектура

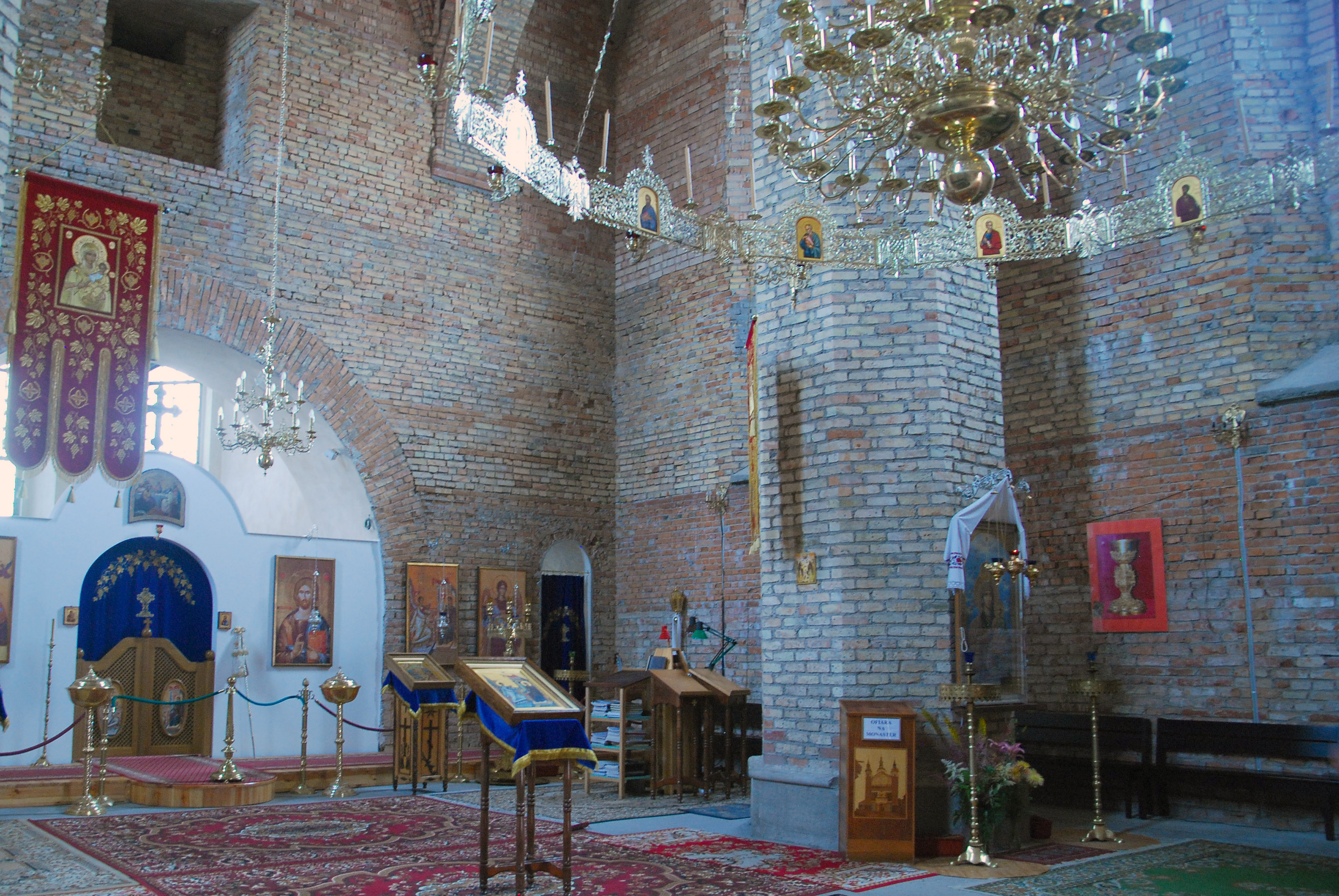
Современный интерьер церкви

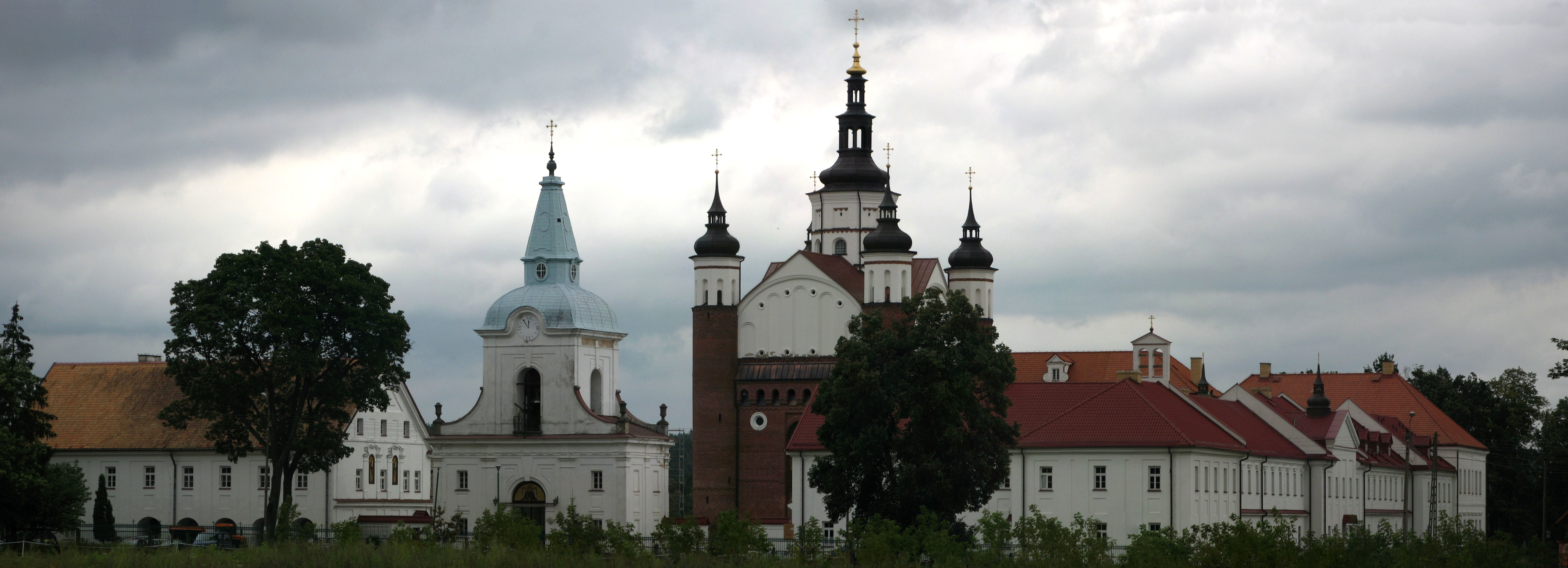
Благовещенский собор в ансамбле Супрасльского монастыря

Памятник готичного православного церковного зодчества в ВКЛ, Супрасльская церковь являет собой модифицированную версию характерного для византийской традиции крестово-купольного храма с чертами католической базилики. Соединение готических элементов с византийскими дало основание называть этот стиль «готикой ВКЛ». Пятибашенная композиция церкви сближает её с Софийским собором в Полоцке и Пречистенской церковью в Вильнюсе.
Храм имеет выраженные оборонительные черты. Четыре внешние башни имели ярко выраженное оборонительное предназначение, а пятая, которая должна символизировать центральный купол, в сочетании с высокой готической крышей приобрела чрезмерно вытянутый вид. Архитектор Благовещенской церкви достиг довольно высокого мастерства в интерпретации готичных форм и технологий и приспособлении их к православной традиции.

## Фрески
О системе росписей Благовещенской церкви даёт представление люстра купола, где находилось изображение Христа Пантократора с закрытой книгой, которая, согласно пророчеству Иоанна Богослова, будет открыта в день Страшного Суда.
В промежутке между световым барабаном и куполом на каждой из граней стены были поочерёдно проиллюстрированы две фронтальные фигуры шестикрылых серафимов и архангелов.
В световом барабане между окнами были размещены по три изображения святых и пророков. Все они изображены в полный рост, с разных ракурсов. Одеяние традиционное — хитоны и гимации.
Ниже проходил широкий декоративный орнамент из переплетенных листьев и шестилепестковых цветков, в которых угадываются незабудки.
Под декоративным орнаментом изображены апостолы. На восточной стороне четверика Пётр, Павел и Иоанн Богослов, на остальных по два изображения. Они подаются, как и изображения праотцов и пророков, «свободно, в резких ракурсах фигур и особенно голов».
Под Апостольским поясом, который отделяется коричнево-красной границей, размещались изображения мучеников с крестами в руках. Они, как и апостолы, представлены тремя изображениями на восточной стороне и по два на остальных. Ещё ниже размещены медальоны с поясными образами суровых святых с клиноподобными бородами, между которых были разбросаны орнаментальные узоры. На витражах барабана размещались четыре символа евангелистов.
Евангельские сюжеты располагались на периметре стен в два яруса, которые разделялись границей. Сюжеты посвящены в основном акафисту Богородицы и некоторым сценам из жизни Христа. Порядок расположения сюжетов соответствовал канону.
Ниже евангельских сцен находились строго фронтальные изображения бородатых и длинноволосых отшельников в звериных шкурах, воинов и многочисленных святых, которые заполняли нижние два яруса, грани нефов и арочные проёмы.
В самом низу проходил широкий фриз, отделанный рисунком в виде горизонтальных зигзагообразных тройных полос.
Орнамент украшал арки, оконные проёмы и ниши.

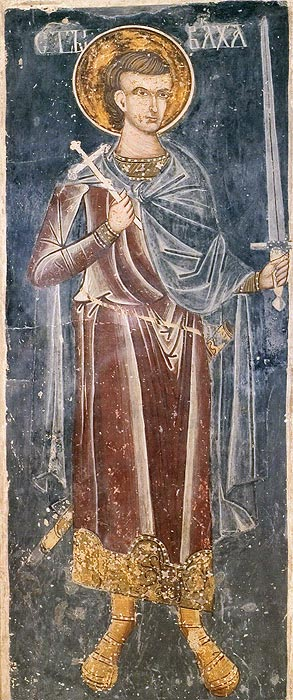
Фигура святого
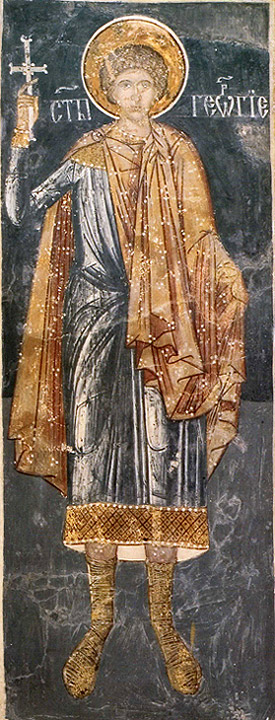
Святой Никита
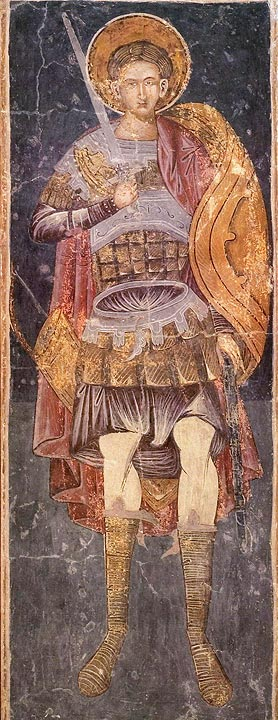
Святой Дмитрий
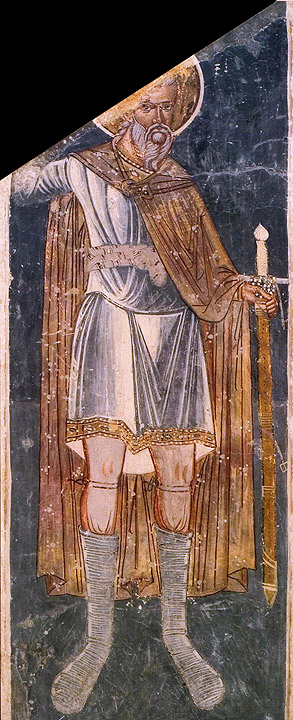
Фигура святого

Сохранилось 30 фрагментов фресок, которые теперь экспонируются в супрасльском музее икон. Эти фрески располагались на двух восьмигранных колоннах, которые находились во внутреннем подкупольном пространстве храма. Это изображения мучеников, орнаментально-декоративные фризы, которые покрывали капители колонн. Целиком сохранились только семь фресок с изображениями мучеников и три медальона с образами святых, остальные приходилось собирать из отдельных кусочков и фрагментов. По характеру иконографии и стилю выполнения фресковая роспись церкви аналогична византийскому искусству (так называемый «Палеологовский ренессанс») и восходит к византийско-сербским традициям. Стилистически близким памятником монументальной живописи является церковь Святой Троицы в Мансии (Сербия).

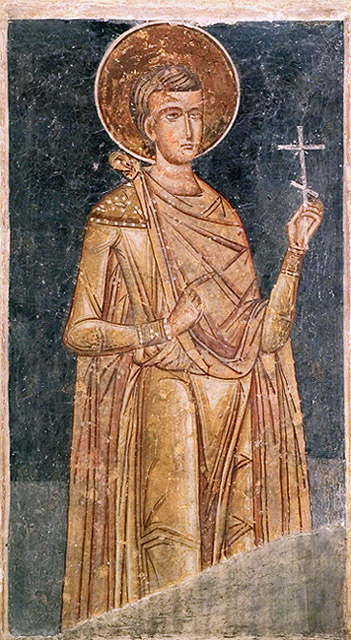
Фигура святого
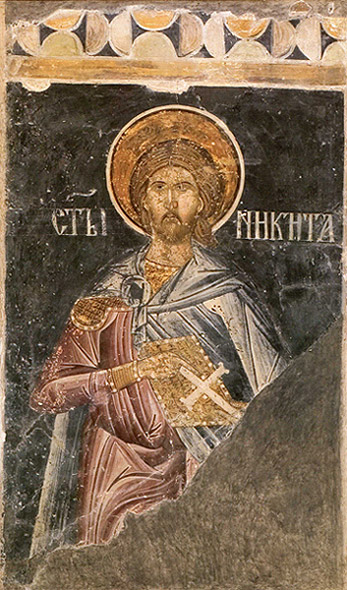
Святой Георгий
- Святой Дмитрий
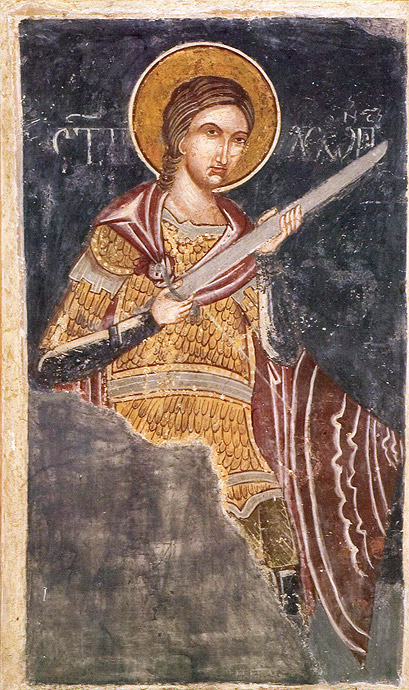
Фигура святого